# 캐논 EOS 10D

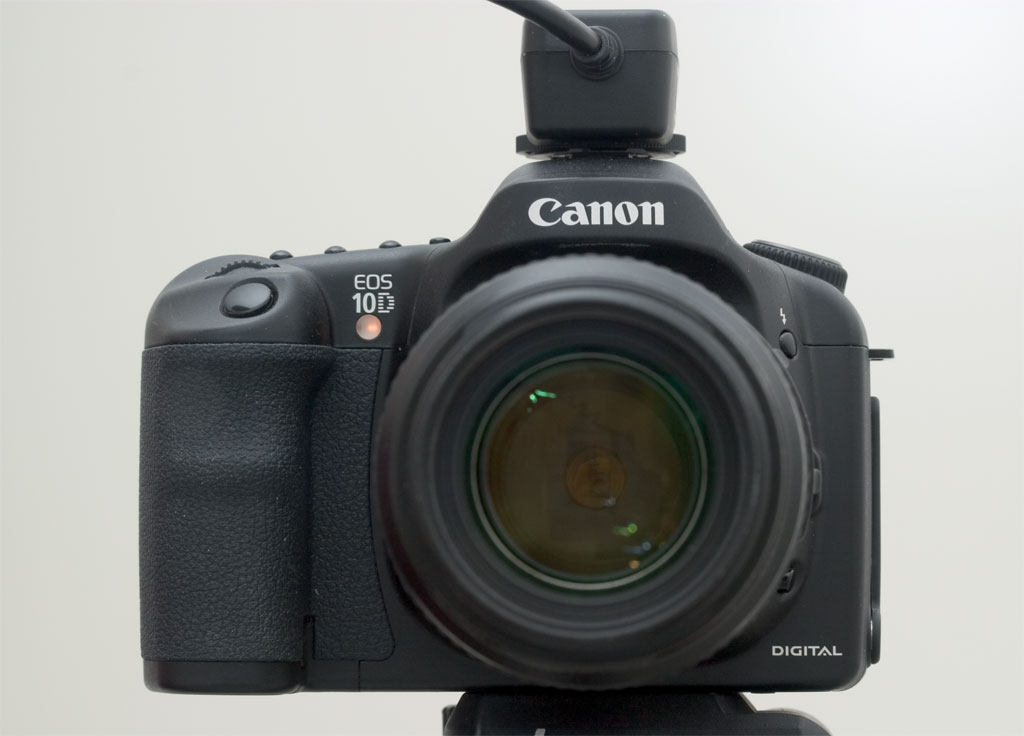
캐논 EOS 10D

캐논 EOS 10D(Canon EOS 10D)는 630만 유효 화소를 가지는 준전문가용 디지털 SLR 카메라이다. 2003년 2월 27일에 발표되었다. 캐논 EOS D60의 후속 모델이다. 22.7 × 15.1 mm 크기의 CMOS 이미지 센서를 가지고 있으며 캐논 EF 마운트를 지원한다. EF-S 렌즈는 지원하지 않는다.

## 캐논 EOS D60에 비해 향상된 점
- 향상된 자동 초점 시스템
- 조용한 셔터음, 미러 플립
- FAT32 지원

위 사항 외에도 여러 기능들이 향상되었다.

## 경쟁
10D는 니콘 D100, 펜탁스 istD, 올림푸스 E-1과 자주 비교되곤 하였다. 10D의 장점으로는 ISO 100 지원 등이 있다.
10D의 단점으로는 느린 초기 기동시간, 느린 리뷰 시간, 상대적으로 떨어지는 자동 초점 성능 등이 있다. 이러한 단점들은 후속 모델인 캐논 EOS 20D에서 대부분 개선되었다.

## 같이 보기
- 캐논
- 캐논 EOS
- 캐논 EF 마운트
- 캐논 EF-S 마운트